# Судариков, Алексей Александрович
Алексей Александрович Судариков (1 мая 1971, Люберцы, Московская область, РСФСР, СССР) — советский и российский футболист, полузащитник, нападающий.

## Биография
Воспитанник московского футбола (СДЮШОР-2 Люблинского РОНО, СДЮШОР «Спартак», ЭШВСМ). Выпускник СДЮСШОР № 63 «Смена», тренер С. М. Чекаев.
В первенстве СССР играл за СК ЭШВСМ / «Звезду» (1989—1991) и «Волгу» Тверь (1991). В 1992 году провёл 19 игр в высшей лиге России за «Динамо-Газовик» и уехал в Венгрию, где выступал за «Капошвар Ракоци».
В 1993 году перешёл в тольяттинскую «Ладу». В следующем году играл в клубе «Лаки Голд Стар» (Южная Корея), в том же году вернулся в «Ладу», в июле 1995 перешёл в «Локомотив» Нижний Новгород.
До 2000 года играл за различные клубы низших российских дивизионов, в 2001 провёл три игры а белорусское «Динамо» Брест. В 2002—2005 играл за любительские клубы Москвы